# Єменська ліга
Єменська ліга (араб. اليمن الوطني لكرة القدم, англ. Yemeni League) — найвищий футбольний турнір Ємену, заснований 1990 року, після об'єднання країни. З 2015 року призупинений через триваючу громадянську війну у країні. З 2020 року проведення відновлено.

## Історія
З 1970 років проходив окремий футбольний чемпіонат Єменської Арабської Республіки (Північний Ємен) і Народної Демократичної Республіки Ємен (Південний Ємен).
1990 року, після об'єднання Північного і Південного Ємену, був створений єдиний чотирирівневий чемпіонат Ємену: Прем'єр, Перший, Другий та Третій дивізіони. В першому сезоні 1990/91 років 16 північних і 16 південних клубів увійшли до вищого дивізіону країни. Команди були поділені на 4 групи з 8 клубів (у кожній по 4 північних і південних). Перший титул чемпіона об'єднаного Ємену отримав клуб з півдня «Аль-Тілаль».
Наступного сезону кількість учасників була зменшена до 16, а переможцем став клуб зі столиці новоствореної держави «Аль-Аглі» (Сана), який надалі виграв найбільшу кількість титулів.
З сезону 2008/09 років турнір отримав статус професійного, проте вже сезон 2014/15 не було завершено через розпочату громадянську війна в Ємені. Надалі військовий конфлікт затягнувся і наступні футбольні чемпіонати в країні не відбувались.

## Чемпіони
| Роздільні чемпіонати | Роздільні чемпіонати  | Роздільні чемпіонати | Роздільні чемпіонати  |
| Сезон                | Північний Ємен        | Південний Ємен       | Південний Ємен        |
| -------------------- | --------------------- | -------------------- | --------------------- |
| 1970-71              | не проводився         | Аль-Тілаль           | Аль-Тілаль            |
| 1971-72              | не проводився         |                      |                       |
| 1972-73              | не проводився         |                      |                       |
| 1973-74              | не проводився         |                      |                       |
| 1974-75              | не проводився         |                      |                       |
| 1975-76              | не проводився         | Аль-Вахда (Аден)     | Аль-Вахда (Аден)      |
| 1976-77              | не проводився         | Аль-Тілаль           | Аль-Тілаль            |
| 1977-78              | не проводився         |                      |                       |
| 1978-79              | Аль-Вахда (Сана)      |                      |                       |
| 1979-80              | Аль-Зухра             | Аль-Тілаль           | Аль-Тілаль            |
| 1980-81              | Аль-Аглі (Сана)       |                      |                       |
| 1981-82              | Аль-Шааб              | Аль-Тілаль           | Аль-Тілаль            |
| 1982-83              | Аль-Аглі (Сана)       | Аль-Тілаль           | Аль-Тілаль            |
| 1983-84              | Аль-Аглі (Сана)       | Аль-Шорта (Аден)     | Аль-Шорта (Аден)      |
| 1984-85              | не проводився         |                      |                       |
| 1985-86              | Аль-Шорта (Сана)      |                      |                       |
| 1986-87              | не проводився         | Аль-Тілаль           | Аль-Тілаль            |
| 1987-88              | Аль-Аглі (Сана)       | Аль-Вахда (Аден)     | Аль-Вахда (Аден)      |
| 1988-89              | Аль-Ярмук-аль-Равда   | Аль-Вахда (Аден)     | Аль-Вахда (Аден)      |
| 1989-90              | Аль-Ярмук-аль-Равда   | Аль-Шула             | Аль-Шула              |
| Прем'єр-ліга         |                       |                      |                       |
| Сезон                | Чемпіон               | 2-е місце            | 3-е місце             |
| 1990-91              | Аль-Тілаль            | Аль-Мена             | Аль-Аглі (Сана)       |
| 1991-92              | Аль-Аглі (Сана)       | Аль-Тілаль           | Аль-Шула              |
| 1992-93              | не проводився         | не проводився        | не проводився         |
| 1993-94              | Аль-Аглі (Сана)       | «Хассан Аб'ян»       | Аль-Вахда (Аден)      |
| 1994-95              | Аль-Вахда (Аден)      | Аль-Аглі (Сана)      | «Хассан Аб'ян»        |
| 1995-96              | не проводився         | не проводився        | не проводився         |
| 1996-97              | Аль-Вахда (Аден)      | Аль-Тілаль           | Аль-Ахлі фль Худаяда  |
| 1997-98              | Аль-Вахда (Аден)      | Аль-Аглі (Сана)      | Аль-Шула              |
| 1998-99              | Аль-Аглі (Сана)       | Аль-Вахда (Аден)     | Аль-Шаб Ібб           |
| 1999-00              | Аль-Аглі (Сана)       | Al-Tali'aa Taizz     | Аль-Вахда (Аден)      |
| 2000-01              | Аль-Аглі (Сана)       | Аль-Шаб Ібб          | Аль-Тілаль            |
| 2001-02              | Аль-Вахда (Аден)      | Аль-Аглі (Сана)      | Аль-Хіляль аль-Сахілі |
| 2002-03              | Аль-Шаб Ібб           | Аль-Тілаль           | Аль-Хіляль аль-Сахілі |
| 2003-04              | Аль-Шаб Ібб           | Аль-Аглі (Сана)      | Аль-Тілаль            |
| 2004-05              | Аль-Тілаль            | Ас-Сакр              | Аль-Аглі (Сана)       |
| 2005-06              | Ас-Сакр               | Аль-Шаб Ібб          | Аль-Тілаль            |
| 2006-07              | Аль-Аглі (Сана)       | «Хассан Аб'ян»       | Ас-Сакр               |
| 2007-08              | Аль-Хіляль аль-Сахілі | Аль-Аглі (Сана)      | Аль-Шула              |
| 2008-09              | Аль-Хіляль аль-Сахілі | Аль-Аглі (Сана)      | Аль-Сакр              |
| 2009-10              | Ас-Сакр               | Аль-Тілаль           | Шабаб Аль-Байдаа      |
| 2010-11              | Аль-Оруба (Сана)      | Аль-Тілаль           | Аль-Аглі (Сана)       |
| 2011-12              | Аль-Шаб Ібб           | Аль-Іттіхад (Ібб)    | Аль-Оруба (Сана)      |
| 2013                 | Аль-Ярмук-аль-Равда   | Шабаб Аль-Ордон      | Ас-Сакр               |
| 2013-14              | Аль-Сакр              | Аль-Аглі (Сана)      | Аль-Тілаль            |
| 2014–15              | Скасовано             | Скасовано            | Скасовано             |
| 2015–19              | Не проводився         | Не проводився        | Не проводився         |
| 2020                 | Шабаб Аль-Ордон       | Аль-Вехда (Аден)     |                       |
| 2020–21              | Не проводився         | Не проводився        | Не проводився         |
| 2021–22              | Шабаб Аль-Ордон       | Аль-Вехда (Сана)     | Аль-Аглі (Сана)       |
| 2022–23              | Не проводився         | Не проводився        | Не проводився         |
| 2023–24              | Аль-Аглі (Сана)       | Аль-Тадамун          | Шабаб Аль-Ордон       |